# Corynomalus colon
Corynomalus colon là một loài bọ cánh cứng trong họ Endomychidae. Loài này được Gorham miêu tả khoa học năm 1874.